# Чиссоне
Чиссоне (итал. Cissone) — коммуна в Италии, располагается в регионе Пьемонт, в провинции Кунео.
Население составляет 87 человек (2008 г.), плотность населения составляет 17 чел./км². Занимает площадь 5 км². Почтовый индекс — 12050. Телефонный код — 0173.
Покровительницей коммуны почитается святая Лючия, празднование 13 декабря.

## Демография
Динамика населения:

## Администрация коммуны
- Официальный сайт: